# تشییع جنازه آسمان
| بررسی انتقادی | بررسی انتقادی |
| منبع          | رتبه‌بندی      |
| ------------- | ------------- |
| آل‌میوزیک      | [ ۱ ]         |
| پاپ‌مترز       | [ ۲ ]         |

تشییع جنازه آسمان اولین آلبوم گروه ایندی فولک روبن و تاریک است، اگرچه خواننده اصلی روبن بولاک دو آلبوم انفرادی پیش از آن با اعضای همان گروه منتشر کرده بود.
آهنگ آب سیاه بعداً در تریلر فیلم ۲۰۱۹ ال کامینو: فیلم بریکینگ بد استفاده شد.

## تولید
ضبط آلبوم به این دلیل اتفاق افتاد که روبن بولاک، خواننده و گیتاریست گروه، در زمان تعطیلات با کریستوفر هیدن در مکزیک ملاقات کرد. قبل از اینکه استفن کوزمنیوک برای ضبط آهنگ‌های بیشتری به کار گرفته شود، چند جلسه در مکزیک و سپس در کانادا برگزار شد.

## فهرست آهنگ‌ها
| شماره      | نام                  | مدت   |
| ---------- | -------------------- | ----- |
| ۱.         | «تیر و کمان»         | ۳:۱۹  |
| ۲.         | «زمان شیطان»         | ۳:۴۰  |
| ۳.         | «رولینگ استون»       | ۴:۱۷  |
| ۴.         | «کتف»                | ۳:۴۷  |
| ۵.         | «ثابت ایستاده»       | ۳:۵۳  |
| ۶.         | «ماریونت»            | ۴:۴۵  |
| ۷.         | «نوحه یک خاطره»      | ۳:۳۲  |
| ۸.         | «رودخانه»            | ۴:۰۴  |
| ۹.         | «نمی‌توان نور را دید» | ۳:۴۶  |
| ۱۰.        | «تشییع جنازه آسمان»  | ۲:۳۵  |
| ۱۱.        | «آب سیاه»            | ۲:۳۵  |
| مجموع مدت: | مجموع مدت:           | ۴۰:۱۲ |

| نسخه لوکس توسعه یافته (۲۰۱۵) | نسخه لوکس توسعه یافته (۲۰۱۵)    | نسخه لوکس توسعه یافته (۲۰۱۵) |
| شماره                        | نام                             | مدت                          |
| ---------------------------- | ------------------------------- | ---------------------------- |
| ۱۲.                          | «بیوه زمستان»                   | ۴:۰۴                         |
| ۱۳.                          | «باران»                         | ۳:۳۰                         |
| ۱۴.                          | «ثابت ایستاده (نسخه آلترناتیو)» | ۴:۵۲                         |
| ۱۵.                          | «تیر و کمان (نسخه آلترناتیو)»   | ۴:۰۰                         |
| ۱۶.                          | «ماریونت (نسخه آلترناتیو)»      | ۳:۳۷                         |
| ۱۷.                          | «رودخانه سرخ»                   | ۳:۵۳                         |